# Такацуки
Такацуки (јап. 高槻市) град је у Јапану у префектури Осака. Према попису становништва из 2005. у граду је живело 351.803 становника.

## Становништво
Према подацима са пописа, у граду је 2005. године живело 351.803 становника.
| 1995.   | 2000.   | 2005.   |
| ------- | ------- | ------- |
| 362.270 | 357.438 | 351.803 |